# Edward W. Hoch
Edward Wallis Hoch (17 de Março de 1849 – 1° de Junho de 1925) foi um político americano e o décimo sétimo Governador do Kansas. O Auditório Hoch na Universidade do Kansas foi nomeada em homenagem a ele.

## Biografia
Hoch nasceu em Danville, Kentucky. Seus estudos eram nas escolas públicas e estudou na Universidade Central em Danville. Deixou a faculdade antes de se formar, entrou no escritório de um jornal e passou três anos aprendendo a ser um tipógrafo.
Hoch mudou-se para Marion, Kansas em 1871, e cultivou 160 acres de terra. Comprou o jornal Marion County Record em 1874 e tornou-se editor. Casou-se com Sarah Louise Dickerson no dia 23 de Maio de 1876 e tiveram quatro filhos, dois filhos e duas filhas.

## Carreira
Hoch foi eleito e exerceu dois mandatos na Câmara dos Representantes do Kansas (1889–91 e 1893–95). Foi eleito governador em 1904 e reeleito em 1906. Durante seu mandato, muitas novas leis foram promulgadas, incluindo uma lei do trabalho infantil, uma lei de alimentos puros, uma lei de garantias bancárias, uma lei das primárias dos partidos, uma lei de taxa máxima de frete; e melhorias foram sancionadas nos tribunais juvenis e nas instituições estatais.
Depois de deixar o cargo, Hoch deu uma palestra no circuito de Chautauqua, tornando-se um famoso orador. Exerceu no Conselho de Administração do Kansas de 1913 até 1919 e continuou como editor do Marion Record até sua morte em Marion, no dia 1º de Junho de 1925.